# Акустична промивальна машина
Акустичні промивні машини — призначені для очищення нерудної сировини від глинистих домішок, окисних плівок заліза (при очищенні кварцового піску).
Принцип дії акустичних промивних машин полягає в збудженні низькочастотних акустичних коливань в пульпі, що знаходиться в замкненому просторі робочої камери машини. Камера може бути у формі циліндра або ванни U-подібного чи прямокутного перетину. Робоча камера складається з послідовно з'єднаних секцій, всередині яких розміщені пружні елементи — мембрани. В підмембранні простори періодично подається і відсмоктується повітря, що надходить через золотниковий пристрій. Завдяки тому, що сусідні мембрани коливаються в протифазі, пульпа переходить у віброкиплячий стан. При певному заданому співвідношенні розрідженості пульпи, амплітуди і частоти коливань мембран забезпечуються умови для інтенсивного диспергування глинистих домішок, і відтирки окисних плівок заліза (з поверхні частинок піску).
Дослідженнями встановлена перспективність застосування ультразвуку для підвищення ефективності процесу промивки. Але впровадженню ультразвукового методу у виробництво перешкоджає відсутність потужної ультразвукової апаратури, яка необхідна для створення промивного апарата промислового зразка.